# Barbara Merlin
Barbara Merlin (Torino, 12 gennaio 1972) è un'ex sciatrice alpina italiana.

## Biografia
È sorella di Alessandra, a sua volta sciatrice alpina di alto livello.

### Carriera sciistica

#### Stagioni 1989-1995
Specialista delle gare veloci originaria di Torino, Barbara Merlin ottenne il primo risultato di rilievo nel Circo bianco il 5 aprile 1989 giungendo 5ª nella discesa libera ai Mondiali juniores di Alyeska. L'8 dicembre 1991 ottenne il primo risultato di rilievo in Coppa del Mondo, sul tracciato di Santa Caterina Valfurva, conquistando il 4º posto in slalom gigante nella gara vinta dalla fuoriclasse svizzera Vreni Schneider. L'anno seguente partecipò ai XVI Giochi olimpici invernali di Albertville 1992 in Francia, sua prima presenza olimpica, piazzandosi 16ª sia supergigante sia nello slalom gigante, mentre nel 1993 ai Mondiali di Morioka, suo esordio iridato, fu 21ª nella discesa libera e 23ª nel supergigante.
Ai XVII Giochi olimpici invernali di Lillehammer 1994 si piazzò 25ª nella discesa libera e 16ª nella combinata. Quella 1994-1995 fu la sua stagione migliore: il 22 gennaio salì per la prima volta sul podio in Coppa del Mondo chiudendo 2ª in discesa libera dietro a Picabo Street a Cortina d'Ampezzo, il 10 febbraio sulle nevi di Pra Loup si aggiudicò l'ultima vittoria in Coppa Europa in supergigante e infine il 15 marzo ottenne il suo secondo e ultimo podio in Coppa del Mondo: 3ª a Bormio, dietro ancora alla Street e alla russa Varvara Zelenskaja.

#### Stagioni 1996-2005
Venne convocata per i Mondiali della Sierra Nevada del 1996, onorando la presenza con il 4º posto nel supergigante vinto da Isolde Kostner; si piazzò inoltre 25ª nella discesa libera e 13ª nella combinata, mentre non concluse lo slalom gigante. Ai Mondiali di Sestriere 1997, sua ultima presenza iridata, fu 10ª nella discesa libera, 9ª nel supergigante e non concluse nuovamente lo slalom gigante. L'anno dopo, ai XVIII Giochi olimpici invernali di Nagano 1998, suo congedo olimpico, si piazzò al 23º posto nella gara di supergigante.
Concluse l'attività agonistica nello sci alpino classico il 1º aprile 2000 con il 6º posto ai Campionati nazionali 2000 disputati a Colere in supergigante; la sua ultima gara in Coppa del Mondo, nella medesima specialità, fu quella di Innsbruck del 27 febbraio precedente, chiusa al 30º posto. Dal 2001 al 2005 prese parte alla Coppa del Mondo di carving, ottenendo tre podi tra i quali una vittoria: all'Abetone nel 2003.

### Altre attività
Dopo il ritiro dalle competizioni è stata commentatrice sportiva di sci alpino per la rete televisiva italiana Rai fino alla stagione 2015-2016.
Attività politica
Nel 2021 si candida alle elezioni amministrative di Torino nella lista di Fratelli d’Italia, a sostegno del candidato sindaco Paolo Damilano.
Nel 2022 in occasione delle elezioni politiche, è stata candidata al parlamento italiano nelle liste del proporzionale nel collegio Piemonte 2.
Nelle 2024, per elezioni amministrative comunali di Sauze d’Oulx, è candidata sindaco, costituendo la lista civica Sauze Cambia!.

## Palmarès

### Coppa del Mondo
- Miglior piazzamento in classifica generale: 17ª nel 1995
- 2 podi (entrambi in discesa libera):
  - 1 secondo posto
  - 1 terzo posto

### Coppa Europa
- 1 podio (dati dalla stagione 1994-1995):
  - 1 vittoria

#### Coppa Europa - vittorie
| Data             | Località | Paese   | Specialità |
| ---------------- | -------- | ------- | ---------- |
| 10 febbraio 1995 | Pra Loup | Francia | SG         |

Legenda:

SG = supergigante

### South American Cup
- 1 podio (dati dalla stagione 1994-1995):
  - 1 vittoria

#### South American Cup - vittorie
| Data           | Località    | Paese | Specialità |
| -------------- | ----------- | ----- | ---------- |
| 28 agosto 1994 | El Colorado | Cile  | SG         |

Legenda:

SG = supergigante

### Coppa del Mondo di carving
- Miglior piazzamento in classifica generale: 2ª nel 2002[2]
- 3 podi[2]:
  - 1 vittoria
  - 1 secondo posto
  - 1 terzo posto

#### Coppa del Mondo di carving - vittorie
| Data | Località | Paese  |
| ---- | -------- | ------ |
| 2003 | Abetone  | Italia |

### Campionati italiani
- 14 medaglie[5]:
  - 4 ori (discesa libera, combinata nel 1992; combinata nel 1993; supergigante nel 1994)
  - 5 argenti (supergigante nel 1991; slalom gigante nel 1992; discesa libera nel 1993; discesa libera nel 1994; discesa libera nel 1995)
  - 5 bronzi (supergigante nel 1990; discesa libera nel 1991; supergigante, slalom speciale nel 1993; supergigante nel 1995)